# Obra (rivier)
De Obra is een zijrivier van de Warta in het westen van Polen. De Obra behoort tot het stroomgebied van de Oder. De rivier heeft een lengte van 164 km en een stroomgebied van 2.758 km2.
De bron van de Obra ligt in de woiwodschap Groot-Polen ten westen van Jarocin. De Obra stroomt langs steden als Krzywiń, Kościan, Zbąszyń, Trzciel, Międzyrzecz, Bledzew en Skwierzyna. De Obra voedt en ontwatert eveneens een aantal meren: Jezioro Chobienickie, Jezioro Błędno, Jezioro Lutol en Jezioro Wielkie. De Obra is op een plaats afgedamd, bij het stuwmeer Zalew Bledzewski. De zijrivieren zijn de Paklica, de Mogilnica, de Dojca en de Czarna Woda. De Obra mondt in Skwierzyna uit in de Warta.
- Gemeinsame Normdatei: 4565388-4
- Nationale Bibliotheek van Tsjechië: ge711766
- Virtual International Authority File: 55145424507786830745